# Lucjusz Celiusz Antypater
Lucjusz Celiusz Antypater, łac. Lucius Coelius Antipater (ur. ok. 180 p.n.e., zm. po 121 p.n.e.) – rzymski retor i historyk.
Był autorem pracy poświęconej II wojnie punickiej, pierwszej monografii w łacińskiej historiografii. Jego dzieło było cenione w starożytności, pochwalnie wypowiadał się o nim Marek Tuliusz Cyceron. Nie zachowało się jednak w całości, lecz tylko w formie kilkudziesięciu fragmentów. Praca Celiusza Antypatera uznawana jest za znaczącą, ponieważ była dla Tytusa Liwiusza głównym źródłem wiedzy o drugiej wojnie Rzymu z Kartaginą.

## Życiorys
Niewiele wiadomo o życiu Lucjusza Celiusza Antypatera i jego pochodzeniu, a praktycznie nic o pełnionych przez niego godnościach. Działał w drugiej połowie II wieku, przypuszczalnie urodził się około roku 180 lub w 174. Brak także informacji o jego rodzinie, być może była pochodzenia greckiego, prawdopodobnie nie należała do elity Rzymu.
Wiadomo, co wynika z jego twórczości, że otrzymał staranne wykształcenie w zakresie retoryki i prawa, uzyskał również przygotowanie filozoficzne i historyczne. Zajmował się nauczaniem wymowy, jego uczniem był słynny później polityk i mówca Lucjusz Licyniusz Krassus. Przyjaźnił się także z Lucjuszem Eliuszem Stylonem, wybitnym filologiem (którego uczniami byli Cyceron i Warron), część badaczy wiąże osobę Celiusza Antypatera z kręgami stronnictwa optymatów.
Nie jest jasne, kiedy napisał swoje dzieło historyczne poświęcone II wojnie punickiej. Być może nastąpiło to u schyłku jego życia, prawdopodobnie w ostatnich dwóch dekadach II wieku, na co wskazuje zadedykowanie tej pracy Stylonowi i wzmianka o zgonie Gajusza Grakchusa (121). Możliwe, że Celiusz Antypater przystąpił do pracy już po tym wydarzeniu lub też dzieło zostało wtedy ukończone czy opublikowane. Data jego śmierci również pozostaje nieznana, na pewno zmarł po roku 121.

## Dzieło

### Stan zachowania
Dzieło Celiusza Antypatera nie zachowało się w całości. Przetrwało z niego jedynie ponad sześćdziesiąt lub siedemdziesiąt fragmentów, na których podstawie można odtworzyć zarys całości. Zostały wydane drukiem w Historicorum Romanorum reliquiae Hermanna Petera i L’annalistique romaine Martine Chassignet.

### Tematyka, tytuł i kształt
Celiusz Antypater przedstawił wyłącznie przebieg II wojny punickiej. Odszedł od ujęcia annalistycznego (rocznikarskiego) i stworzył pierwszą monografię historyczną w rzymskim dziejopisarstwie. Trudno powiedzieć co skłoniło go do przyjęcia takiej formy – być może zainspirował się Tukidydesem lub jakimś dziełem historiografii hellenistycznej, ewentualnie eposem Newiusza. Możliwe, że jego celem było przedstawienie swoistej repliki na pracę Silenosa z Kaleakte, greckiego historyka, który towarzyszył Hannibalowi i przedstawił kartagiński punkt widzenia na wojnę. Zawężenie tematu umożliwiło mu szczegółowe przedstawienie wydarzeń i wnikliwe zapoznanie się ze źródłami.
Nie ma pewności co do tytułu dzieła Celiusza Antypatera, antyczne przekazy podają trzy różne wersje. Według Cycerona brzmiał Bellum punicum, zdaniem Noniusza Marcellusa – Annales, wedle innych antycznych autorów – Historiae. Najczęściej przyjmuje się wersję Cycerona, z dodaniem liczebnika „secundum”, by doprecyzować, która z trzech wojen była tematem tej zaginionej pracy.
Pomimo tego, że całość dzieła przepadła, można następująco przedstawić jego układ. Całość liczyła siedem ksiąg. We wstępie Celiusz Antypater zawarł dedykację dzieła oraz swoje poglądy na temat metodologii historii i stylu narracji, jaki przyjął. Następnie przedstawił przebieg całej II wojny punickiej, jak się wydaje, nie uwzględniając wydarzeń ją poprzedzających, ani tych, które nastąpiły bezpośrednio po jej zakończeniu. W pierwszej księdze zaprezentował początkowy okres konfliktu, z wielkimi sukcesami Hannibala do bitwy pod Kannami (216) włącznie, traktując go jednak skrótowo. W drugiej uwzględnił wydarzenia po tym starciu i dalszy ciąg wypadków do roku 210, natomiast w księgach od trzeciej do piątej opisał przebieg wojny w latach 210–205. Księgę szóstą poświęcił wyprawie Scypiona do Afryki, kończąc ją zapewne bitwą pod Zamą (202), zaś w siódmej zawarł wydarzenia roku 201 i zawarcie pokoju.

### Źródła
Celiusz Antypater opierał się głównie na przekazach rzymskich – dziełach Gajusza Fanniusza i Katona (od tego ostatniego zaczerpnął opowieść o propozycji natychmiastowego marszu na Rzym, którą Maharbal złożył Hannibalowi po bitwie kanneńskiej), pamiętnikach Scypiona Starszego, oryginalnych dokumentach oraz mowach pogrzebowych. Poza tym znał i wykorzystał, co szczególnie istotne, wspomnianą wcześniej pracę Silenosa, być może była to nawet główna podstawa jego własnego opracowania. Prawdopodobnie sięgał także do dzieła Polibiusza, choć z zachowanych fragmentach widać rozbieżności między ich przekazami – trudno orzec w jakim stopniu wykorzystywał pracę Greka. Poza źródłami pisanymi czerpał wiadomości także z tradycji ustnej.

### Styl
Spośród rzymskich historyków Celiusz Antypater jako pierwszy zwrócił dużą wagę na stronę formalną dzieła historycznego, ozdobny styl i płynność narracji. Jako retor był zwolennikiem stylu azjańskiego, w monografii posługiwał się silnie zrytmizowanym językiem, co wpływało na udziwnienie szyku wyrazów (częste nienaturalne przestawienia), a zdania rozbijał na krótkie człony. Dla ożywienia narracji posługiwał się czasem teraźniejszym (praesens historicum), od Enniusza zapożyczał różne poetyckie wyrażenia. Jego celem nie było jedynie przekazanie informacji historycznych – chciał ująć je w sposób retoryczny, tak dobierając i przedstawiając materiał, by zainteresować odbiorcę, co zgodne było z postulatami części historiografii hellenistycznej. Dlatego wydarzenia grupował wokół wybitnych postaci, w swoim dziele zawarł także liczne anegdoty i dygresje, opowieści o potworach i podania o początkach miast oraz inne wiadomości geograficzne. Zgodnie z tradycją antycznego dziejopisarstwa wprowadzał nieautentyczne mowy, które wygłaszały przedstawiane postacie historyczne, a ponadto urozmaicał swój tekst opisami snów, scenami patetycznymi i budzącymi grozę (jak zmyślona burza podczas przeprawy armii rzymskiej do Afryki), nie unikał retorycznej przesady, posługiwał się też moralnymi pouczeniami (klęskę nad Trazymenem miał spowodować brak pobożności Flamminiusa, który zlekceważył boskie znaki). W podobnym celu wprowadzał opisy interwencji bogów, choć nie można wykluczyć, że sam wierzył w taką formę ich wpływu na życie ludzi. Ważną rolę w jego narracji odgrywały także złowróżbne sny.

### Znaczenie
Dzieło to ze względu na walory narracji i zawartą w nim refleksję historiograficzną cieszyło się dużą poczytnością w antyku. Korzystał z niego Cyceron, uznając, mimo pewnej niechęci, Celiusza Antypatera za najlepszego stylistę spośród dotychczasowych rzymskich dziejopisów, który przekazywał historię na sposób literacki, bliski literaturze pięknej, a nie poprzez suche wyliczanie faktów. Uznał to za duży postęp w stosunku do wcześniejszych osiągnięć łacińskiej historiografii. Bellum secundum punicum była wzorem dla Salustiusza, który również wybrał w swojej twórczości formę monografii. Dzieło to było znane również ze streszczenia, opracowanego przez Marka Juniusza Brutusa.
Duże znaczenie pracy Celiusza Antypatera wynika z tego, że najprawdopodobniej było to główne źródło informacji na temat drugiej wojny punickiej dla Tytusa Liwiusza, którego dzieło, w części opisującej ten konflikt, zachowało się do czasów współczesnych. Korzystali z niego także, bezpośrednio lub za pośrednictwem innych autorów, Plutarch, Waleriusz Maksymus, Frontyn i Kasjusz Dion. Dzieło to cieszyło się sporym zainteresowaniem w II wieku n.e., w środowisku ówczesnych filologów, gramatyków, komentatorów i antykwarystów, którzy często o nim wspominali, tak jak Aulus Gelliusz, Sekstus Pompejusz Festus, Pliniusz Starszy, Fronton. Cesarz Hadrian miał ponoć cenić wyżej Celiusza Antypatera niż Salustiusza ze względu na swoje zamiłowanie do dawnej literatury rzymskiej. Zainteresowanie nim wykazywali także późniejsi badacze łaciny, jak Prysjcan z Cezarei, Serwiusz, Charyzjusz czy Noniusz Marcellus.

### Wiarygodność
Oceniając wiarygodność pracy Lucjusza Celiusza Antypatera na podstawie zachowanych fragmentów i opinii antycznych uczonych, zwraca się uwagę na to, że przede wszystkim był retorem, któremu zdarzało się upiększać opisywane wydarzenia kosztem prawdy historycznej. Czynił to jednak w sposób umiarkowany, gdy chciał urozmaicić czytelnikowi lekturę lub nie był w stanie ustalić prawdziwego biegu zdarzeń. Poza tym starał się uprawiać krytykę źródeł, podchodził do nich ostrożnie, dokonywał wyborów między sprzecznymi wersjami, stąd też bywa oceniany jako „sumienny historyk”.
Sięgając po rozmaite przekazy, w tym i prokartagińskie, zebrał bogaty materiał, który znany jest z zachowanych fragmentów czy też dzieła Liwiusza. Przykładami cennych informacji, zawartych w dziele Celiusza Antypatera są chociażby – zaczerpnięte z pracy Silenosa – wzmianki o śnie Hannibala, podczas którego bogowie nakazali mu podjęcie wyprawy do Italii czy informacja o uratowaniu konsula Scypiona nad Ticinusem nie przez jego słynnego syna (jak to przekazuje Polibiusz), lecz liguryjskiego niewolnika. Oprócz nich można wymienić interesujące relacje na temat przeprawy armii kartagińskiej przez Rodan, jej marszruty przez Alpy (jako jedyny z antycznych dziejopisów podał, że armia kartagińska przeszła przez nie Grzbietem Kremony, co może znaczyć, iż poznał pierwotny plan marszu), zajęcia Tarentu przez Hannibala w 212 roku oraz trasy jego maszu na Rzym w następnym roku.
Jak się wydaje, starał się pisać monografię w sposób bezstronny, aczkolwiek reprezentował tradycję rzymską. Możliwe, że wrogo odnosił się do rodu Barkidów, przypisuje mu się wprowadzenie do antycznego dziejopisarstwa pogłoski o homoseksualnym związku Hamilkara Barkasa z zięciem, Hazdrubalem. Najprawdopodobniej kompozycja jego dzieła – ograniczenie do pierwszej księgi okresu największych sukcesów kartagińskich w wojnie – może wskazywać główny cel historyka: pokazanie odrodzenia sił Rzymian i odniesienia przez nich ostatecznego zwycięstwa. W przedstawianiu sytuacji wewnętrznej Rzymu pochwały wygłaszał pod adresem członków rodu Fabiuszów, z którymi być może był jakoś związany.